# Bloody Luxury
Bloody Luxury è una canzone del gruppo musicale britannico Whitesnake, estratta come singolo dall'album Saints & Sinners nel 1982.

## Tracce
1. Bloody Luxury – 3:23 (David Coverdale)
2. Here I Go Again – 5:08 (Coverdale, Bernie Marsden)

## Formazione
- David Coverdale – voce
- Micky Moody – chitarre
- Bernie Marsden – chitarre
- Neil Murray – basso
- Jon Lord – tastiere
- Ian Paice – batteria